# جزيرة عش
جزيرة في إمارة أبوظبي، وتبعد عن مركز إمارة ابوظبي مسافة 151,2 كم ويبلغ طول الجزيرة 1.468 كم.
تتكون الجزيرة من جزئين يربط بينهم ممر طبيعي يصل طوله 236 م.

## الموقع
تقع شرق جزيرة صير بني ياس نحو25.5 كم. وجنوب شرق جزيرة أم الكركم نحو 15 كم. وشرق جزيرة غشا إلى الجنوب أكثر نحو 27 كم. وغرب جزيرة البزم الغربي إلى الجنوب قليلاً نحو 21 كم. وشمال رأس الضبيعة نحو 18 كم. وشرق جبل الظنة إلى الشمال قليلاً نحو 33 كم. وغرب جزيرة الفيي إلى الغرب قليلاً نحو 36 كم. وغرب قرن العيش إلى الشمال قليلاً نحو 33 كم. وغرب جزيرة جنانة نحو 57 كم.